# Firas Al-Khatib
Pour les articles homonymes, voir Khatib.
Firas Al Khatib (en arabe : فراس محمد الخطيب), né le 9 juin 1983 à Homs en Syrie, est un footballeur international syrien, qui évolue au poste d'attaquant.
Il joue actuellement avec le club koweïtien de l'Al-Salmiya SC.

## Biographie

### Sélection
Firas Al-Khatib est convoqué pour la première fois par le sélectionneur national Bozidar Vukotić pour un match des éliminatoires de la coupe du monde 2002 face aux Philippines le 4 mai 2001. Le 11 mai 2001, il marque son premier but en équipe de Syrie lors du match des éliminatoires de la coupe du monde 2002 face au Laos.
Il participe à la Coupe d'Asie 2011 avec la Syrie.

## Palmarès

### En club
Al Arabi
| - Championnat du Koweït : - Meilleur buteur : 2005 (13 buts) et 2015-16 (23 buts). - Coupe du Koweït (3) : - Vainqueur : 2005, 2006 et 2008. - Meilleur buteur : 2005 (3 buts) |  | - Coupe Crown Prince du Koweït (2) : - Vainqueur : 2007 et 2015. - Meilleur buteur : 2004 (3 buts) - Supercoupe du Koweït (1) : - Vainqueur : 2008. - Coupe de la Fédération du Koweït : - Meilleur buteur : 2009 (8 buts). |

 Al Qadsia
| - Championnat du Koweït (3) : - Champion : 2009-10, 2010-11 et 2011-12. - Meilleur buteur : 2010-11 (14 buts). - Coupe du Koweït (2) : - Vainqueur : 2010 et 2012. |  | - Supercoupe du Koweït (1) : - Vainqueur : 2009. |

 Al Kuwait
| - Coupe du Koweït (1) : - Vainqueur : 2017. - Coupe Crown Prince du Koweït (1) : - Vainqueur : 2017. |  | - Supercoupe du Koweït (1) : - Vainqueur : 2016. |

## Statistiques

### Buts en sélection
Le tableau suivant liste les résultats de tous les buts inscrits par Firas Al-Khatib avec l'équipe de Syrie.